# Economycar
Economycar Co. war ein US-amerikanischer Hersteller von Automobilen.

## Unternehmensgeschichte
Das Unternehmen wurde 1914 in Providence in Rhode Island zur Produktion von Automobilen gegründet. Der Markenname lautete Economycar. Konstrukteur war Charles A. Trask, der vorher für die Cartercar Company tätig war. Die Vertriebsgesellschaft International Cyclecar Company hatte ihren Sitz am Broadway in New York City. 1914 endete die Produktion.
Pläne beliefen sich auf die Produktion von 6000 Fahrzeuge im ersten Jahr. Tatsächlich entstanden wesentlich weniger Fahrzeuge. Trotzdem war es eines der erfolgreicheren Fahrzeuge seiner Klasse am Markt.

## Fahrzeuge
Das einzige Modell wurde als Cyclecar bezeichnet, allerdings erfüllte es die Kriterien nicht. Es wog 181 kg. Die offene Karosserie bot Platz für zwei Personen hintereinander. Der Radstand betrug 264 cm. Der luftgekühlte V2-Motor hatte 88,9 mm Bohrung, 93,2 mm Hub und 1157 cm³ Hubraum. Er leistete 9 PS. Der Neupreis betrug 385 US-Dollar. Zum Vergleich: Das Ford Modell T kostete im gleichen Jahr in der billigsten Version als zweisitziger Roadster 440 Dollar.
Außerdem gab es das Modell als kleines Nutzfahrzeug für 400 Dollar.